# La Ciotat

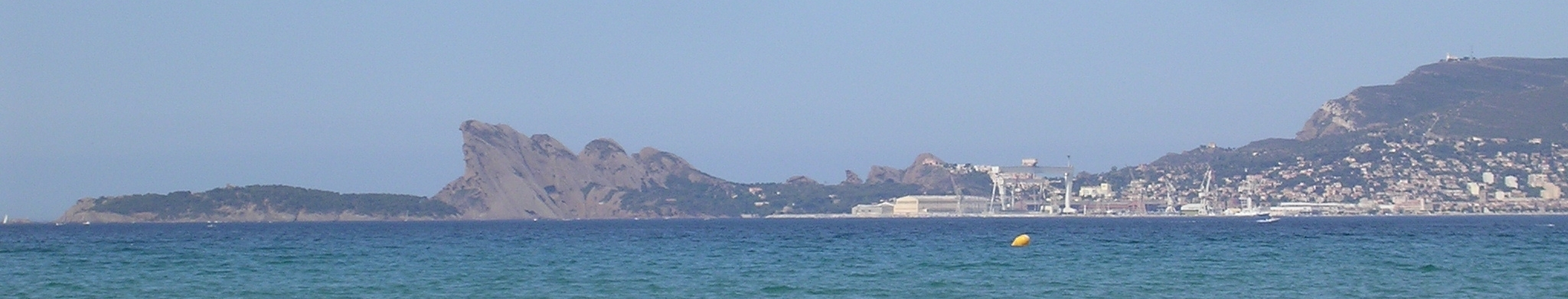
La Ciotat

La Ciotat là một xã ở tỉnh Bouches-du-Rhône, thuộc vùng Provence-Alpes-Côte d'Azur ở miền nam nước Pháp.

## Thành phố kết nghĩa
- Bridgwater, Somerset, Anh
- Kranj, Slovenia
- Singen, Baden-Württemberg, Đức
- Torre Annunziata, Ý